# Uman-dong
Uman-dong (koreanska: 우만동)  är en stadsdel i staden Suwon i provinsen Gyeonggi i den nordvästra delen av Sydkorea, 30 km söder om huvudstaden Seoul. Den ligger i stadsdistriktet Paldal-gu.
Sportarenan Suwon World Cup Stadium, byggd för Fotbolls-VM 2002, ligger i Uman-dong.

## Indelning
Administrativt är Uman-dong indelat i:
| Namn    | Namn            | Yta km² | Invånare 31 dec 2020 |
| ------- | --------------- | ------- | -------------------- |
| 우만1동 | Uman 1(il)-dong | 1,14    | 21 098               |
| 우만2동 | Uman 2(i)-dong  | 0,97    | 17 543               |